# ۴۷ بره
۴۷ بره یک ستاره است که در صورت فلکی بره قرار دارد.